# Suzuki-Kupplung
Die Suzuki-Kupplung oder auch Suzuki-Miyaura-Reaktion ist eine Namensreaktion der organischen Chemie zur Synthese von Biphenylen oder Biphenylderivaten durch Bildung einer C-C-Bindung. Entdeckt wurde diese Palladium-katalysierte Kreuzkupplung 1979 von Akira Suzuki (* 1930) und Norio Miyaura (* 1946).
Suzuki erhielt für seine Forschungsarbeiten auf dem Gebiet dieser Kreuzkupplung 2010 den Nobelpreis für Chemie.

## Übersichtsreaktion
Hierbei werden Organoboran-Verbindungen (z. B. Boronsäure) mit Halogenaromaten oder Halogen-substituierten Vinylverbindungen unter katalytischer Verwendung von Palladium(0)-Phosphan-Komplexen [wie Pd(PPh3)4, Pd(PPh3)3 usw.] und im Vorhandensein einer Base (wie Natriumcarbonat, Natronlauge, Bariumhydroxid usw.) umgesetzt:
Der Rest R1 steht hierbei für eine Alkyl-, Alkenyl-, Alkinyl- oder Arylgruppe und der Rest R2 für Alkyl-, Alkenyl- oder Arylgruppe. Als Halogenide können Bromid, Chlorid, Iodid oder Triflate und als Y Alkyl-, O-Alkyl- oder Hydroxygruppe verwendet werden.
In den Anfängen der Suzuki-Kupplung konnten mit Hilfe von Tetrakis(triphenylphosphan)palladium(0), Pd(PPh3)4, als Katalysator lediglich Halogenaromaten mit hoher Reaktivität (Abgangsgruppe X aufsteigend von Brom über Triflat nach Iod) umgesetzt werden. Schwach reaktive Chloraromaten können erst in den letzten Jahren mit speziellen Palladium-Phosphan-Katalysatoren zur Reaktion gebracht werden. Ebenso ist es gelungen, unaktivierte Alkylbromide bei Raumtemperatur umzusetzen, ohne dass es zu einer β-Hydrid-Eliminierung kommt.
Zur Vereinfachung der Aufarbeitung wurden darüber hinaus die Katalysatorliganden vielfach modifiziert, um das Arbeiten in leicht trennbaren Mehrphasensystemen (wässrig/organisch, organisch/perfluoriert) zu ermöglichen. Im Jahr 2018 wurde die Suzuki-Reaktion erfolgreich als heterogen katalysierte Reaktion durchgeführt.
Neben der Suzuki-Kupplung existieren weitere palladiumkatalysierte Kupplungsreaktionen, sie unterscheiden sich lediglich im Einsatz der Metallorganyle. So wird bei der Stille-Kupplung anstatt von Bororganylen auf Organozinnverbindungen zurückgegriffen, die aufgrund ihrer hohen Toxizität schwer zu handhaben sind.

## Mechanismus
Die Reaktion ist mit der Heck-Reaktion eng verwandt und besitzt dementsprechend einen ähnlichen Reaktionsmechanismus, der anhand von
Benzolboronsäure und 4-Bromtoluol durch den Einsatz des Katalysators Tetrakis(triphenylphosphan)palladium(0), Pd(PPh3)4, 1 und der Base Natriumhydroxid, NaOH, gezeigt werden soll. Dieser Katalysezyklus beginnt mit einer oxidativen Addition des 4-Bromtoluols an dem Palladium(0)-Katalysator, wobei eine Palladium(II)-Spezies 3 entsteht. Im nächsten Schritt wird der entstandene Komplex zur Transmetallierung vorbereitet. Durch die Zugabe von NaOH entsteht ein elektrophiles Organopalladium-Hydroxid 4. Seine Pd-O-Bindung ist im Vergleich zur Pd-Br-Bindung noch polarer, sodass eine Transmetallierung erleichtert wird. Dabei reagiert 4 mit dem Benzolboronsäurenatriumsalz 6 zu einem Palladium(II)-Komplex 7, bei dem das Hydroxid-Ion durch eine Phenylgruppe ersetzt wurde. 6 wird durch die Reaktion von Benzolboronsäure 5 mit Natriumhydroxid gewonnen und kommt bei der Transmetallierung zum Katalysezyklus hinzu.
Als letzten Schritt findet eine reduktive Eliminierung statt, bei der der Katalysator regeneriert und eine C-C-Bindung zwischen dem Benzol- und dem Toluol-Liganden geknüpft wird, sodass 4-Methylbiphenyl (8) entsteht.

## Anwendungen
Die Suzuki-Kupplung hat ihre größte Bedeutung in der Synthese von Naturstoffen. Als Beispiel sei hier die Synthese des Antibiotikums Vancomycin oder des Fungizids Boscalid angeführt. Borverbindungen sind weniger giftig als Verbindungen alternativer Verfahren. Auch in der Synthese von Flüssigkristallen, welche meist aus Biphenylstrukturen bestehen, kann die Suzuki-Kupplung enormen synthetischen Aufwand ersparen, da sie sehr selektiv ist.
Eine zweite große Anwendung der Suzuki-Kupplung ist die Synthese von Substanzbibliotheken im Rahmen der Wirkstoffsuche in der Pharmazeutischen Chemie. Der Vorteil ist hier die einfache Reaktionsführung, welche sich auf eine Vielzahl von Substraten anwenden lässt, um Biphenyl-Verbindungen zu synthetisieren.